# Labangka
Labangka is een bestuurslaag in het regentschap Sumbawa van de provincie West-Nusa Tenggara, Indonesië. Labangka telt 2487 inwoners (volkstelling 2010).